# Rupes Liebig
La Rupes Liebig è una struttura geologica della superficie della Luna.